# Teplýšovice
Teplýšovice település Csehországban, a Benešovi járásban. Teplýšovice Struhařov, Divišov, Benešov, Čakov, Petroupim, Kozmice és Třebešice településekkel határos. Lakosainak száma 546 fő (2024. január 1.).

## Népesség
A település lakosságának változását az alábbi diagram mutatja:
| Lakosok száma | 841  | 821  | 696  | 471  | 416  | 382  | 512  | 521  | 527  | 546  |
|               | 1869 | 1890 | 1921 | 1950 | 1980 | 2001 | 2017 | 2019 | 2022 | 2024 |